# Philautus dubius
Espèce
Synonymes
- Ixalus jerdonii Günther, 1876 "1875"
- Rhacophorus dubius Boulenger, 1882

Statut de conservation UICN

 DD  : Données insuffisantes
Philautus dubius est une espèce d'amphibiens de la famille des Rhacophoridae.

## Répartition
Cette espèce est endémique de l'Inde. Elle ne se rencontre que dans sa localité type située dans le nord-est du pays. Toutefois il règne une certaine confusion sur l'emplacement exact qui se trouverait soit à Darjeeling dans l'État du Bengale-Occidental, soit dans les Khasi Hills dans l'État du Meghalaya. Elle aurait été enregistrée entre 1 000 et 1 500 m d'altitude.

## Publications originales
- Boulenger, 1882 : Catalogue of the Batrachia Salientia s. Ecaudata in the collection of the British Museum, ed. 2, p. 1-503 (texte intégral).
- Günther, 1876 "1875" : Third report on collection of Indian reptiles obtained by British Museum. Proceedings of the Zoological Society of London, vol. 1875, p. 567-577 (texte intégral).